# Temporada do Club Universitario de Deportes de 2021
O Club Universitario de Deportes em 2021, participou de três competições: Campeonato Peruano, Copa Libertadores e Copa Bicentenario.

## Elenco
| N.°        | Nome              | País     |
| Goleiros   | Goleiros          | Goleiros |
| ---------- | ----------------- | -------- |
| 1          | José Carvallo     |          |
| 21         | Diego Romero      |          |
| 12         | Patrick Zubczuk   |          |
| Defensores |                   |          |
| 4          | Federico Alonso   |          |
| 32         | Diego Chávez      |          |
| 29         | Aldo Corzo        |          |
| 34         | Piero Guzmán      |          |
| 8          | Nelinho Quina     |          |
| 16         | Iván Santillán    |          |
| 14         | Brayan Velarde    |          |
| 28         | José Zevallos     |          |
| 3          | Leonardo Rugel    |          |
| Meias      |                   |          |
| 6          | Armando Alfageme  |          |
| 13         | Gerson Barreto    |          |
| 27         | Nelson Cabanillas |          |
| 17         | Mathías Carpio    |          |
| 5          | Rafael Guarderas  |          |
| 23         | Jorge Murrugarra  |          |
| 10         | Hernán Novick     |          |
| 36         | Piero Quispe      |          |
| Atacantes  |                   |          |
| 19         | Alberto Quintero  |          |
| 18         | Tiago Cantoro     |          |
| 25         | Enzo Gutiérrez    |          |
| 30         | Anthony Osorio    |          |
| 28         | Yamir Ruidiaz     |          |
| 7          | Alexander Succar  |          |
| 11         | Luis Urruti       |          |
| 20         | Alex Valera       |          |
| Treinador  |                   |          |
|            | Ángel Comizzo     |          |

## Uniformes
| Primeiro | Segundo | Terceiro |

Homenagem ao Bicentenário do Peru
| Primeiro | Segundo |

## Competições

### Campeonato Peruano

#### Fase 1
| Classificação - Grupo A | Classificação - Grupo A   | Classificação - Grupo A | Classificação - Grupo A | Classificação - Grupo A | Classificação - Grupo A | Classificação - Grupo A | Classificação - Grupo A | Classificação - Grupo A | Classificação - Grupo A |
| Pos                     | Time                      | PG                      | J                       | V                       | E                       | D                       | GP                      | GS                      | SG                      |
| ----------------------- | ------------------------- | ----------------------- | ----------------------- | ----------------------- | ----------------------- | ----------------------- | ----------------------- | ----------------------- | ----------------------- |
| 3                       | Universitario de Deportes | 15                      | 9                       | 4                       | 3                       | 2                       | 12                      | 11                      | 1                       |

Partidas
|  | Universitario | 1-1 | Melgar        |  |  |
|  | Novick 31'    |     | Vidales 55' · |  |  |

|  | Academia Cantolao | 3-1 | Universitario |  |
|  |                   |     | {{{golos2}}}  |  |

|  | Universitario | 1-0 | UTC          |  |
|  |               |     | {{{golos2}}} |  |

|  | Universidad San Martín | 0-1 | Universitario |  |
|  |                        |     | {{{golos2}}}  |  |

|  | Universitario | 0-1 | Sporting Cristal |  |
|  |               |     | {{{golos2}}}     |  |

|  | Alianza Atlético | 1-2 | Universitario |  |
|  |                  |     | {{{golos2}}}  |  |

|  | Universitario | 3-2 | Cienciano    |  |
|  |               |     | {{{golos2}}} |  |

|  | Ayacucho | 3-3 | Universitario |  |
|  |          |     | {{{golos2}}}  |  |

|  | Universitario | 0-0 | Carlos A. Mannucci |  |
|  |               |     | {{{golos2}}}       |  |

#### Fase 2
| Classificação | Classificação             | Classificação | Classificação | Classificação | Classificação | Classificação | Classificação | Classificação | Classificação |
| Pos           | Time                      | PG            | J             | V             | E             | D             | GP            | GS            | SG            |
| ------------- | ------------------------- | ------------- | ------------- | ------------- | ------------- | ------------- | ------------- | ------------- | ------------- |
| 5             | Universitario de Deportes | 20            | 13            | 5             | 5             | 3             | 25            | 16            | 9             |

Partidas
|  | Universitario | 2-2 | Alianza Atlético |  |
|  |               |     | {{{golos2}}}     |  |

|  | UTC | 0-1 | Universitario |  |
|  |     |     | {{{golos2}}}  |  |

|  | Universitario | 1-3 | Carlos A. Mannucci |  |
|  |               |     | {{{golos2}}}       |  |

|  | Sporting Cristal | 2-2 | Universitario |  |
|  |                  |     | {{{golos2}}}  |  |

|  | Universitario | 3-1 | Cienciano    |  |
|  |               |     | {{{golos2}}} |  |

|  | Ayacucho | 1-1 | Universitario |  |
|  |          |     | {{{golos2}}}  |  |

|  | Universitario | 1-2 | Alianza Lima |  |
|  |               |     | {{{golos2}}} |  |

|  | Sport Boys | 0-0 | Universitario |  |
|  |            |     | {{{golos2}}}  |  |

|  | Universitario | 2-2 | Academia Cantolao |  |
|  |               |     | {{{golos2}}}      |  |

|  | Universidad San Martín | 0-2 | Universitario |  |
|  |                        |     | {{{golos2}}}  |  |

|  | Universitario | 0-2 | Deportivo Municipal |  |
|  |               |     | {{{golos2}}}        |  |

|  | Alianza Universidad | 0-4 | Universitario |  |
|  |                     |     | {{{golos2}}}  |  |

|  | Sport Huancayo | 1-3 | Universitario |  |
|  |                |     | {{{golos2}}}  |  |

|  | Universitario | 3-0 | Universidad César Vallejo |  |
|  |               |     | {{{golos2}}}              |  |

|  | Binacional | 1-2 | Universitario |  |
|  |            |     | {{{golos2}}}  |  |

|  | Universitario | 2-1 | Cusco FC     |  |
|  |               |     | {{{golos2}}} |  |

|  | Melgar | 1-2 | Universitario |  |
|  |        |     | {{{golos2}}}  |  |

#### Classificação geral
| Classificação | Classificação             | Classificação | Classificação | Classificação | Classificação | Classificação | Classificação | Classificação | Classificação |
| Pos           | Time                      | PG            | J             | V             | E             | D             | GP            | GS            | SG            |
| ------------- | ------------------------- | ------------- | ------------- | ------------- | ------------- | ------------- | ------------- | ------------- | ------------- |
| 3             | Universitario de Deportes | 45            | 26            | 13            | 8             | 5             | 43            | 30            | +13           |

### Copa Libertadores

#### Fase de grupos
| Classificação - Grupo A | Classificação - Grupo A   | Classificação - Grupo A | Classificação - Grupo A | Classificação - Grupo A | Classificação - Grupo A | Classificação - Grupo A | Classificação - Grupo A | Classificação - Grupo A | Classificação - Grupo A |
| Pos                     | Time                      | PG                      | J                       | V                       | E                       | D                       | GP                      | GS                      | SG                      |
| ----------------------- | ------------------------- | ----------------------- | ----------------------- | ----------------------- | ----------------------- | ----------------------- | ----------------------- | ----------------------- | ----------------------- |
| 4                       | Universitario de Deportes | 4                       | 6                       | 1                       | 1                       | 4                       | 6                       | 19                      | –13                     |

No jogo de ida, o Palmeiras venceu o Universitario por 3 a 2, que vinha de desvantagem para empatar o jogo, mas acabou derrotado no último minuto. Desta forma, o Palmeiras somou 3 pontos e se colocou como líder do grupo. Defensa y Justicia e Independiente del Valle com uma unidade e Universitario ficou com 0 pontos.
| 21 de abril   | Universitario            | 2 – 3     | Palmeiras                                    |  |  |
| 19:00 (UTC–5) | Gutiérrez 65', 68' (pen) | Relatório | Danilo 20' · Raphael Veiga 52' · Renan 90+5' |  |  |

Nova derrota foi somada pelo Universitario, no grupo A da Copa Libertadores, ao perder por 3 a 0 para o Defensa y Justicia, em partida disputada no estádio Norberto Tomaghello.
| 28 de abril   | Defensa y Justicia               | 3 – 0     | Universitario |  |  |
| 19:00 (UTC−3) | Pizzini 33' · Bou 71', 80' (pen) | Relatório |               |  |  |

Novo desconforto. Universitario somou a terceira derrota consecutiva no grupo A da Copa Libertadores, ao ser goleado por 4 a 0 pelo Independiente del Valle, em Quito.
| 5 de maio     | Independiente del Valle                      | 4 – 0     | Universitario |  |  |
| 17:00 (UTC–5) | Sánchez 45+3', 73' · Murillo 61' · Ortiz 85' | Relatório |               |  |  |

Em partida disputada no Monumental, Universitario empatou em 1 a 1 com o Defensa y Justicia. Nos minutos finais do primeiro tempo, Alberto Quintero marcou para o Universitario, porém Brian Romero empatou para os argentinos. Com este empate, Universitario conquistou seu primeiro ponto no grupo A.
| 12 de maio    | Universitario  | 1 – 1     | Defensa y Justicia |  |  |
| 21:00 (UTC−5) | Quintero 45+5' | Relatório | Romero 53'         |  |  |

O Universitario de Deportes derrotou o Independiente del Valle por 3 a 2 pela quinta rodada do grupo A e conquistou sua primeira vitória na Copa Libertadores de 2021. A 'U' teve um grande desempenho coletivo e desempenhos individuais a destacar, como Alex Valera (autor de dois golos), Alberto Quintero ou Aldo Corzo, fundamentais para a vitória no Estádio Monumental. Ángel Comizzo voltou a apostar no sistema 1-3-5-2, com o qual recompôs os resultados da sua equipa nas últimas apresentações.
| 18 de maio    | Universitario               | 3 – 2     | Independiente del Valle |  |  |
| 19:30 (UTC−5) | Valera 20', 48' · Quina 72' | Relatório | Sánchez 8' · Ortiz 59'  |  |  |

| 27 de maio    | Palmeiras                                                            | 6 – 0     | Universitario |  |  |
| 19:00 (UTC−3) | Viña 42' · Zé Rafael 45+2' · Gómez 55' · Willian 60' · Rony 77', 90' | Relatório |               |  |  |

### Copa Bicentenario

#### Décima-sextas de final
|  | Universitario | 0-1 | Deportivo Coopsol |  |
|  |               |     | {{{golos2}}}      |  |